# لوکاس پیرارد
لوکاس پیرارد (انگلیسی: Lucas Pirard؛ زادهٔ ۱۰ مارس ۱۹۹۵) بازیکن فوتبال اهل بلژیک است.
از باشگاه‌هایی که در آن بازی کرده‌است می‌توان به باشگاه فوتبال سنت ترویدنس، باشگاه فوتبال استاندارد لیژ، و باشگاه فوتبال یونیون سنت ژیل اشاره کرد.
وی همچنین در تیم‌های ملی فوتبال زیر ۱۵ سال بلژیک، زیر ۱۶ سال بلژیک، زیر ۱۷ سال بلژیک، زیر ۱۸ سال بلژیک، زیر ۱۹ سال بلژیک و زیر ۲۱ سال بلژیک بازی کرده‌است.